# Röjtjärnsmyran och Spångmyrans naturreservat
Röjtjärnsmyran och Spångmyrans naturreservat är ett naturreservat i Ånge kommun i Västernorrlands län.
Området är naturskyddat sedan 2023 och är 820 hektar stort. Reservatet ligger nordost om Naggen och består mest av våtmarker men har också några mindre skogsbeklädda moränkullar insprängda i myrmarkerna.